# Уткинеево
Уткинеево (баш. Үткен) — деревня в Дюртюлинском районе Республики Башкортостан Российской Федерации. Входит в состав Суккуловского сельсовета.

## География

### Географическое положение
Расстояние до:
- районного центра (Дюртюли): 11 км,
- центра сельсовета (Суккулово): 3 км,
- ближайшей ж/д станции (Уфа): 121 км.

## Население
| 2002 | 2009 | 2010 |
| ---- | ---- | ---- |
| 131  | ↗141 | ↗143 |

Национальный состав
Согласно переписи 2002 года, преобладающие национальности — башкиры (60 %), татары (34 %).